# Afriški hijenski pes

Afriški hijenski pes (znanstveno ime Lycaon pictus), imenovan tudi afriški poslikani pes in afriški lovski pes, je hijenski pes, ki je avtohtona vrsta v podsaharski Afriki. Je največji hijenski pes v Afriki in edini obstoječi član rodu Lycaon, ki se od Canis loči po zobovju, ki je zelo specializirano za prehrano hipermesojedih, in po pomanjkanju rosnih krempljev. Ocenjuje se, da približno 6600 odraslih (vključno s 1400 zrelimi posamezniki) živi v 39 subpopulacijah, ki jih ogrožajo razdrobljenost habitata, preganjanje ljudi in izbruhi bolezni. Ker največja subpopulacija verjetno obsega manj kot 250 posameznikov, je afriški hijenski pes od leta 1990 uvrščen kot prizadeta vrsta na Rdečem seznamu IUCN.
Afriški hijenski pes je zelo družabna žival, ki živi v tropih z ločeno hierarhijo prevlade za samce in samice. Edinstveno med družabnimi mesojedci se samice in ne samci, ko so spolno zreli, razpršijo iz natalnega tropa
Vrsta je specializiran dnevni lovec na antilope, ki jih lovi tako, da jih preganja do izčrpanosti. Njegovi naravni sovražniki so levi in hijene: prvi bodo ubili pse, kjer je to mogoče, medtem ko so hijene pogosti kleptoparaziti.
Tako kot drugi canidi tudi afriški hijenski pes vrača hrano za svoje mladiče, vendar to dejanje razširi tudi na odrasle, kot osrednji del družabnega življenja tropa. Mladim je dovoljeno, da se najprej hranijo s trupli.
Čeprav v afriški folklori ali kulturi ni tako pomemben kot drugi afriški mesojedci, je bil spoštovan v več družbah lovcev in nabiralcev, zlasti tistih preddinastičnih Egipčanov in ljudstva San.

## Taksonomija in evolucijska zgodovina

### Taksonomija
Zdi se, da je prva pisna omemba vrste pri Oppianu, ki je pisal o thoa, hibridu med volkom in leopardom, ki je po obliki podoben prvemu, drugemu pa po barvi. Solinova Collea rerum memorabilium iz 3. stoletja našega štetja opisuje večbarvno volku podobno žival s grivo, ki izvira iz Etiopije.
To vrsto je prvič znanstveno opisal leta 1820 Coenraad Temminck, potem ko je pregledal primerek, vzet z obale Mozambika. Žival je poimenoval Hyaena picta in jo napačno uvrstil med vrsto hijene. Kasneje ga je Joshua Brookes leta 1827 prepoznal kot canida in ga preimenoval v Lycaon tricolor. Korenska beseda Lycaon je grška λυκαίος (lykaios), kar pomeni "volku podoben". Posebni epitet pictus (latinsko za "naslikan"), ki izhaja iz izvirne picta, je bil kasneje vrnjen vanj v skladu z mednarodnimi pravili o taksonomski nomenklaturi.
Paleontolog George G. Simpson je afriškega hijenskega psa, rdečega volka in gozdnega psa (Speothos venaticus) uvrstil v poddružino Simocyoninae na podlagi vseh treh vrst, ki imajo podobno močne zobe derače. To združevanje je oporekala Juliet Clutton-Brock, ki je trdila, da razen zobovja obstaja preveč razlik med tremi vrstami, da bi jih bilo upravičeno razvrstiti v eno samo poddružino.

### Evolucija
Afriški hijenski pes ima med psi najbolj specializirane prilagoditve za barvo dlake, prehrano in za zasledovanje plena s svojo sposobnostjo tekanja. Ima eleganten skelet in izgubo prvega kremplja na prednjih nogah poveča njegov korak in hitrost. Ta prilagoditev mu omogoča, da zasleduje plen na odprtih ravnicah na dolge razdalje. Zobje so na splošno deraške oblike, njegovi ličniki pa so glede na velikost telesa največji med vsemi živimi mesojedci, razen lisaste hijene. Spodnji kočniki (prvi spodnji kočniki) so se razvili v rezilo za rezanje mesa z zmanjšanjem ali izgubo postkarnasijskih kočnikov. Ta prilagoditev se pojavi tudi pri dveh drugih hipermesojedih – rdečem volku in gozdnem psu. Afriški hijenski pes ima eno najrazličnejših barv dlake med sesalci. Posamezniki se razlikujejo po vzorcih in barvah, kar kaže na raznolikost osnovnih genov. Namen teh vzorcev plašča je lahko prilagoditev za komunikacijo, prikrivanje ali uravnavanje temperature. Leta 2019 je študija pokazala, da se je linija lycaon odmikala od linije cuon in canis pred 1,7 milijona let s tem naborom prilagoditev, ki so se zgodile istočasno, ko so se razširili veliki kopitarji (njegov plen).
Najstarejši fosil L. pictus sega pred 200.000 let in je bil najden v jami HaYonim v Izraelu. Razvoj afriškega hijenskega psa je zaradi pomanjkanja fosilnih najdb slabo razumljen. Nekateri avtorji menijo, da je izumrli podrod Canis Xenocyon prednik tako rodu Lycaon kot rodu Cuon, ki je živel po vsej Evraziji in Afriki od zgodnjega pleistocena do zgodnjega srednjega pleistocena. Drugi predlagajo, da se je Xenocyon prerazvrstil v Lycaon. Vrsta Canis (Xenocyon) falconeri si je delila z afriškim hijenskim psom odsoten prvi krempelj, čeprav je bilo njegovo zobovje še vedno relativno nespecializirano. En avtor je to povezavo zavrnil, ker je manjkajoči krempelj C. (X.) falconeri slabo kazalo na filogenetsko bližino afriškega hijenskega psa in je bil zob preveč različen, da bi namigoval na prednike.
Drug kandidat za prednike je pliopleistocenski L. sekowei iz Južne Afrike na podlagi ločenih dodatkov na ličnikih in sprednjih pomožnih konicah na spodnjih ličnikih. Te prilagoditve najdemo le v Lycaonu med živimi psi, kar kaže enake prilagoditve hipermesojedi. L. sekowei še ni izgubil prvega metakarpalnega odsotnega pri L. pictus in je bil močnejši od sodobne vrste, saj je imel 10 % večje zobe.

### Mešanica z azijskim hijenskim psom
Leta 2018 je bilo zaporedje celotnega genoma uporabljeno za primerjavo rdečega volka (Cuon alpinus) z afriškim hijenskim psom. Obstajajo močni dokazi o starodavni genetski mešanici med obema. Danes so njihovi dosegi oddaljeni drug od drugega; vendar je bilo v obdobju pleistocena rdečega volka mogoče najti celo na zahodu do Evrope. Študija predlaga, da je distribucija rdečega volka nekoč vključevala Bližnji vzhod, od koder se je morda mešal z afriškim hijenskim psom v Severni Afriki. Vendar pa ni dokazov, da bi obstajal na Bližnjem vzhodu ali v Severni Afriki.

### Podvrste
Od leta 2005 MSW3 (Mammal Species of the World: A Taxonomic and Geographic Reference) priznava pet podvrst:
| Podvrsta                                                      | Opis | Sinonimi |
| ------------------------------------------------------------- | --- | --- |
| Kapski hijenski pes L. p. pictus Temminck, 1820               | Nominirana podvrsta je tudi največja, saj tehta 20–25 kg. Je veliko bolj barvit kot vzhodnoafriški hijenski pes,[29] čeprav tudi znotraj te posamezne podvrste obstajajo geografske razlike v barvi dlake: za osebke, ki živijo v rtu, je značilna velika količina oranžno rumenega krzna, ki prekriva črno, delno rumene hrbtne strani ušes, večinoma rumen spodnji del in številne belkaste dlake na grleni grivi. Tiste v Mozambiku se odlikujejo po skoraj enaki razvitosti rumene in črne barve na zgornjem in spodnjem delu telesa, poleg tega pa imajo manj belega krzna kot oblika Cape. | cacondae (Matschie, 1915), fuchsi (Matschie, 1915), gobabis (Matschie, 1915), krebsi (Matschie, 1915), lalandei (Matschie, 1915), tricolor (Brookes, 1827), typicus (A. Smith, 1833), venatica (Burchell, 1822), windhorni (Matschie, 1915), zuluensis (Thomas, 1904) |
| Vzhodnoafriški hijenski pes L. p. lupinus Thomas, 1902        | To podvrsto odlikuje zelo temna dlaka z zelo malo rumene barve. | dieseneri (Matschie, 1915), gansseri (Matschie, 1915), hennigi (Matschie, 1915), huebneri (Matschie, 1915), kondoae (Matschie, 1915), lademanni (Matschie, 1915), langheldi (Matschie, 1915), prageri (Matschie, 1912), richteri (Matschie, 1915), ruwanae (Matschie, 1915), ssongaeae (Matschie, 1915), stierlingi (Matschie, 1915), styxi (Matschie, 1915), wintgensi (Matschie, 1915) |
| Somalski hijenski pes L. p. somalicus Thomas, 1904            | Ta podvrsta je manjša od vzhodnoafriškega hijenskega psa, ima krajšo in grobejšo dlako ter šibkejše zobovje. Njegova barva se zelo približa barvi hijenskega psa Cape, pri čemer so rumeni deli obarvani. | luchsingeri (Matschie, 1915), matschie (Matschie, 1915), rüppelli (Matschie, 1915), takanus (Matschie, 1915), zedlitzi (Matschie, 1915) |
| Čadski hijenski pes L. p. sharicus Thomas and Wroughton, 1907 | Svetlo obarvan z zelo kratkimi 15 mm lasmi. Ohišje možganov je polnejše od L.p. pictus. | ebermaieri (Matschie, 1915) |
| Zahodnoafriški hijenski pes L. p. manguensis Matschie, 1915   | Zahodnoafriški hijenski pes je bil včasih razširjen od zahodne do osrednje Afrike, od Senegala do Nigerije. Zdaj sta preživeli samo dve podpopulaciji: ena v narodnem parku Niokolo-Koba v Senegalu in druga v narodnem parku W v Beninu, Burkina Fasu in Nigru. Ocenjuje se, da je v naravi ostalo 70 odraslih osebkov. | mischlichi (Matschie, 1915) |

Kljub temu, da je vrsta genetsko raznolika, te podspecifične oznake niso splošno sprejete. Vzhodnoafriške in južnoafriške populacije hijenskih psov so nekoč veljale za genetsko različne, na podlagi majhnega števila vzorcev. Novejše študije z večjim številom vzorcev so pokazale, da je v preteklosti prišlo do obsežnega mešanja med vzhodnoafriškimi in južnoafriškimi populacijami. Nekatere edinstvene jedrne in mitohondrijske alele najdemo v populacijah južne Afrike in severovzhodne Afrike, med njimi pa je prehodno območje, ki obsega Bocvano, Zimbabve in jugovzhodno Tanzanijo. Populacija zahodnoafriških hijenskih psov ima lahko edinstven haplotip, kar lahko predstavlja resnično ločeno podvrsto. Znano je, da je prvotna populacija psov Serengetija in Masai Mare imela edinstvene genotipe, vendar so ti genotipi morda izumrli.

## Opis
Afriški hijenski pes je najbolj zajeten in najbolj trdno grajen izmed afriških psov. Vrsta je visoka od 60 do 75 cm v višini ramen, meri 71 do 112 cm v dolžino glave in telesa in ima dolžino repa od 29 do 41 cm. Telesna teža odraslih se giblje od 18 do 36 kg. Psi iz Vzhodne Afrike v povprečju tehtajo okoli 20–25 kg, medtem ko so v južni Afriki samci po poročanju tehtali povprečno 32,7 kg, samice pa povprečno 24,5 kg. Glede na telesno maso jih med drugimi obstoječimi canidi presega le kompleks vrste sivega volka. Samice so običajno 3–7 % manjše od samcev. V primerjavi s predstavniki rodu Canis je afriški hijenski pes sorazmerno suh in visok, z velikimi ušesi in brez krempljev. Srednji dve prstni blazinici sta običajno zraščeni. Njegovo zobovje se od Canisovega razlikuje tudi po degeneraciji zadnjega spodnjega kočnika, ozkosti očnikov in sorazmerno velikih ličnikih, ki so glede na telesno velikost največji med vsemi zvermi razen hijen. Lobanja je relativno krajša in širša od lobanje drugih psov. 
Dlaka afriškega hijenskega psa se bistveno razlikuje od krzna drugih psov, saj je v celoti sestavljena iz trdih ščetinastih dlak brez poddlake. S staranjem postopoma izgublja dlako, pri čemer so starejši posamezniki skoraj goli. Barvna variacija je ekstremna in lahko služi za vizualno identifikacijo, saj se afriški hijenski psi lahko prepoznajo na razdaljah 50–100 m. Nekatere geografske variacije so vidne v barvi dlake, pri čemer so severovzhodni afriški primerki pretežno črni z majhnimi belimi in rumenimi lisami, medtem ko so južnoafriški bolj svetle barve in imajo mešanico rjave, črne in bele dlake. Večina vzorcev dlake se pojavlja na trupu in nogah. Pojavijo se majhne razlike v oznakah na obrazu, gobec je črn, ki se postopoma obarva v rjavo na licih in čelu. Črna črta se razteza navzgor po čelu, na zadnji strani ušes pa postane črno-rjava. Nekaj osebkov ima pod očmi rjavo znamenje v obliki solze. Zadnji del glave in vrat sta rjava ali rumena. Za prednjimi nogami se občasno pojavi bela lisa, pri čemer imajo nekateri osebki popolnoma bele prednje noge, prsi in grlo. Rep je običajno bel na konici, črn na sredini in rjav na dnu. Nekaterim osebkom v celoti manjka bela konica ali pa imajo pod belo konico črno dlako. Ti vzorci plašča so lahko asimetrični, pri čemer ima leva stran telesa pogosto drugačne oznake kot desna.

## Vedenje

### Socialno in reproduktivno vedenje
Afriški hijenski pes ima zelo močne družbene vezi, močnejše od simpatričnih levov in lisastih hijen; tako sta samotno življenje in lov pri vrsti izjemno redka. Živi v stalnih tropih, ki jih sestavlja od 2 do 27 odraslih in enoletnih mladičev. Tipična velikost tropa v Krugerjevem NP in Masai Mari je štiri ali pet odraslih, medtem ko jih v Moremiju in Selousu vsebuje osem ali devet. Vendar pa so bili opaženi večji tropi in začasne agregacije na stotine posameznikov so se morda zbrale kot odgovor na sezonsko selitev velikih čred skokonogih gazel v južni Afriki. Samci in samice imajo ločeno prevladujočo hierarhijo, pri čemer slednje običajno vodi najstarejša samica. Samce lahko vodi najstarejši samec, vendar jih lahko nadomestijo mlajši osebki; tako lahko nekateri tropi vsebujejo starejše samce, nekdanje vodje tropov. Prevladujoči par običajno monopolizira vzrejo. Vrsta se od večine drugih družbenih vrst razlikuje po tem, da samci ostanejo v natalnem tropu, medtem ko se samice razpršijo (vzorec najdemo tudi pri primatih, kot so gorile, šimpanzi in rdeče kolobuse). Poleg tega je samcev v katerem koli tropu običajno več kot samic 3:1. Razpršene samice se pridružijo drugim tropom in izselijo nekatere rezidenčne samice, ki so povezane z drugimi člani tropa, s čimer preprečijo sorodstveno parjenje in izseljenim posameznicam omogočijo, da najdejo svoje lastne trope in se razmnožujejo. Samci se redko razpršijo, in ko se to zgodi, jih drugi tropi, ki že vsebujejo samce, vedno zavrnejo. Čeprav je verjetno najbolj družaben pes, vrsta nima izpopolnjenih obraznih izrazov in govorice telesa, ki jih najdemo pri sivem volku, verjetno zaradi manj hierarhične družbene strukture afriškega hijenskega psa. Poleg tega, čeprav so dovršeni obrazni izrazi za volkove pomembni pri ponovni vzpostavitvi vezi po dolgih obdobjih ločitve od družinskih skupin, niso tako potrebni za afriške divje pse, ki ostanejo skupaj veliko dlje časa.
Zdi se, da populacije afriških hijenskih psov v vzhodni Afriki nimajo določene sezone razmnoževanja, medtem ko se tiste v južni Afriki običajno parijov obdobju od aprila do julija. Med gonjenjem samico tesno spremlja en samec, kar preprečuje druge pripadnike istega spola. Poročali so, da je kopulacijska veza, značilna za parjenje pri večini psov, pri afriškem hijenskem psu odsotna ali pa je zelo kratka (manj kot eno minuto), kar je verjetno prilagoditev razširjenosti večjih plenilcev v njegovem okolju. Obdobje brejosti traja 69–73 dni, pri čemer je interval med vsako brejostjo običajno 12–14 mesecev. Afriški hijenski pes skotiveč mladičev kot kateri koli drugi psi, pri čemer leglo vsebuje približno 6 do 16 mladičev, v povprečju pa jih je 10, kar kaže, da lahko ena samica vsako leto skoti dovolj mladih, da tvori nov trop. Ker bi količino hrane, ki je potrebna za hranjenje več kot dveh legel, povprečnemu paketu nemogoče pridobiti, je vzreja strogo omejena na dominantno samico, ki lahko ubije mladiče podrejenih. Po skotitvi ostane mati blizu mladičev v brlogu, preostali trop pa lovi. Običajno odžene člane tropa, ki se približujejo mladičem, dokler ti pri treh do štirih tednih starosti niso dovolj stari, da jedo trdno hrano. Mladiči zapustijo brlog pri starosti treh tednov in sesajo zunaj. Mladiči se odstavijo pri starosti petih tednov, ko jih drugi člani tropa hranijo z regurgitiranim mesom. V sedmih tednih začnejo mladiči dobivati videz odraslih, z opaznim podaljšanjem nog, gobčka in ušes. Ko mladiči dosežejo starost od 8 do 10 tednov, trop zapusti brlog in mladiči med lovom sledijo odraslim. Najmlajši člani tropa lahko prvi jedo ob ubijanju, privilegij, ki preneha, ko postanejo enoletniki.

## Razmerje samec / samica
Tropi afriških hijenskih psov imajo visoko razmerje med samci in samicami. To je posledica tega, da se samci večinoma zadržujejo v tropu, medtem ko se potomci samic razpršijo, podpira pa ga spreminjajoče se razmerje med spoloma v zaporednih leglih. Tiste, rojene samicam, vsebujejo večji delež samcev, drugo leglo je pol in pol, naslednja legla pa so pristranska do samic, pri čemer se ta trend povečuje, ko se samice starajo. Kot rezultat, zgodnja legla zagotavljajo stabilne lovce, medtem ko višje razmerje razpršenosti samic preprečuje, da bi trop postal prevelik.

### Kihanje in glasocanje
Populacije afriških hijenskih psov v delti Okavanga so opazili, da se "zberejo", preden se odpravijo na lov. Vsako zavezništvo ne povzroči odhoda, vendar je odhod bolj verjeten, ko "kihne" več posameznih psov. Za to kihanje je značilen kratek, oster izdih skozi nosnice. Ko člani prevladujočih parov prvi kihnejo, je veliko večja verjetnost, da bo skupina odšla. Če prevladujoči pes sproži, približno tri kihanja zagotavljajo odhod. Ko prvi kihnejo manj dominantni psi, če kihne tudi dovolj drugih (približno 10), potem gre skupina na lov. Raziskovalci trdijo, da hijenski psi v Bocvani »uporabljajo specifično vokalizacijo (kihanje) skupaj s spremenljivim mehanizmom za odziv zbora v procesu odločanja [da gredo na lov v določenem trenutku]«.

### Izogibanje sorodstvu
Ker afriški hijenski pes večinoma obstaja v razdrobljenih, majhnih populacijah, je njegov obstoj ogrožen. Izogibanje parjenju v sorodstvu z izbiro partnerja je značilno za vrsto in ima pomembne možne posledice za obstojnost populacije. Parjenje v sorodstvu je v natalnih tropih redko. Temu se verjetno izogibajo, ker vodi do izražanja recesivnih škodljivih alelov. Računalniške populacijske simulacije kažejo, da bodo vse populacije, ki se še naprej izogibajo incestuoznemu parjenju, izumrle v 100 letih zaradi nedostopnosti nepovezanih parov. Tako bo vpliv zmanjšanega števila primernih nepovezanih partnerjev verjetno imel resen demografski vpliv na prihodnjo sposobnost preživetja majhnih populacij hijenskih psov.

### Obnašanje pri lovu in hranjenju
Afriški hijenski pes je specializiran lovec na navadne srednje velike antilope. To in gepard sta edina predvsem dnevna afriška velika plenilca. Afriški hijenski pes lovi tako, da se tiho približa plenu, nato pa ga lovi v zasledovanju s hitrostjo do 66 km/h 10–60 minut. Povprečni lov obsega približno 2 km, med katerim plen, če je velik, večkrat ugriznejo za noge, trebuh in zadnjico, dokler ne preneha teči, manjši plen pa preprosto potegnejo navzdol in raztrgajo.
Afriški hijenski psi prilagodijo svojo lovsko strategijo določeni vrsti plena. Hiteli bodo na gnuja, da bi prestrašili čredo in izolirali ranljivega posameznika, vendar bodo zasledovali teritorialne vrste antilop (ki se branijo s tekom v širokih krogih) tako, da presežejo lok, da preprečijo njihov pobeg. Srednje velik plen se pogosto ubije v 2–5 minutah, medtem ko lahko večji plen, kot je gnu, traja pol ure. Samci hijenskih psov običajno opravljajo nalogo, da zgrabijo nevaren plen, kot so svinje bradavičarke, za nos.
Uspeh pri lovu je odvisen od vrste plena, vegetacijskega pokrova in velikosti tropa, vendar so afriški hijenski psi ponavadi zelo uspešni: pogosto se več kot 60 % njihovih lovov konča z ubijanjem, včasih tudi do 90 %. Kljub manjši velikosti so veliko bolj dosledno uspešni kot lev (27–30 %) in hijena (25–30 %), vendar afriški hijenski psi običajno izgubijo svoje uspešne usmrtitve zaradi teh dveh velikih plenilcev. Analiza 1119 lovov tropa 6 hijenskih psov v Okavangu je pokazala, da je bila večina neusklajenih lovov na kratke razdalje, individualna stopnja ubijanja pa je le 15,5-odstotna. Ker so usmrtitve deljene, je vsak pes užival učinkovito razmerje med koristmi in stroški.
Majhen plen, kot so glodalci, zajci in ptice, se lovi posamezno, pri čemer se nevaren plen, kot so trsne podgane in ježevci, ubije s hitrim in dobro postavljenim ugrizom, da se izognejo poškodbam. Majhen plen se v celoti poje, velikim živalim pa odvzamejo meso in organe, pri čemer ostanejo koža, glava in okostje nedotaknjeni. Afriški hijenski pes je hitrojedec, saj lahko trop zaužije Thomsonovo gazelo v 15 minutah. V naravi je stopnja porabe te vrste 1,2–5,9 kg na afriškega hijenskega psa na dan, pri čemer je bilo zabeleženo, da en trop 17–43 posameznikov v vzhodni Afriki ubije v povprečju tri živali na dan.
Za razliko od večine družabnih plenilcev bodo afriški hijenski psi vračali hrano za druge odrasle in mlade družinske člane. Mladiči, ki so dovolj stari, da jedo trdno hrano, imajo prednost pri ubijanju, jedo še pred dominantnim parom; podrejeni odrasli psi pomagajo hraniti in zaščititi mladiče.

## Ekologija

### Habitat
Afriškega hijenskega psa večinoma najdemo v savanah in sušnih območjih, na splošno pa se izogibajo gozdnatim območjem. Ta prednost je verjetno povezana z lovskimi navadami živali, ki zahtevajo odprta območja, ki ne ovirajo vida ali zasledovanja. Kljub temu bo potoval po grmičevju, gozdovih in gorskih območjih v zasledovanju plena. Ugotovljene so bile gozdne populacije afriških hijenskih psov, vključno z eno v gozdu Harenna, mokrem gorskem gozdu do 2400 m nadmorske višine v gorovju Bale v Etiopiji. Obstaja vsaj en zapis, da so na vrhu gore Kilimandžaro opazili trop. V Zimbabveju je bila vrsta zabeležena na nadmorski višini 1800 m. V Etiopiji so to vrsto našli na velikih nadmorskih višinah; na višinah od 1900 do 2800 m je bilo opaženih več tropov živih hijenskih psov, junija 1995 pa so našli mrtvega posameznika na 4050 m na planoti Sanetti.

### Prehrana
Študija na ravni celotne vrste je pokazala, da je bilo pet vrst najpogosteje izbranega plena, kjer je bil na voljo in sicer veliki kudu, Thomsonova gazela, impala, Kéwel in črnorepi gnu. Natančneje, v Vzhodni Afriki je njen najpogostejši plen Thomsonova gazela, medtem ko v Srednji in Južni Afriki cilja na impalo, različne antilope in skokonogo gazelo in manjši plen, kot so dik-dik, zajci, in drugi glodavci. Velikosti glavnega plena so običajno med 15 in 200 kg, čeprav nekatere lokalne študije kažejo, da so zgornje velikosti plena različno od 90 do 135 kg. V primeru večjih vrst, kot sta kudu in gnu, so večinoma teleta, vendar ne izključna tarča. Vendar pa so se nekateri tropi v Serengetiju zelo pogosto specializirali za lov na odrasle ravninske zebre, ki tehtajo do 240 kg. Druga študija je trdila, da lahko nekaj plena, ki ga ujamejo hijenski psi, tehta do 289 kg. Zabeleženo je bilo, da je en trop občasno plenil dolgouhe lisice in se valjal po truplih, preden jih je pojedel. Afriški hijenski psi redko lovijo mrhovino, vendar so občasno opazili, da so si prisvojili trupla lisastih hijen, leopardov, gepardov in levov ter živali, ujete v zanke.

## Grožnje
Afriškega hijenskega psa ogroža predvsem razdrobljenost habitatov, ki ima za posledico konflikt med človekom in prostoživečimi živalmi, prenos nalezljivih bolezni in visoko stopnjo umrljivosti. Raziskave na območju Chinko v Srednjeafriški republiki so pokazale, da se je populacija afriških hijenskih psov zmanjšala s 160 osebkov v letu 2012 na 26 osebkov v letu 2017. Hkrati so se na območje preselili pastirji z obmejnega območja s Sudanom s svojo živino. Varstveni nadzorniki so zaplenili velike količine strupa in v taboriščih pastirjev našli več trupel levov. Spremljali so jih oboroženi trgovci, ki se ukvarjajo tudi z lovom na velike rastlinojede živali, prodajo hijenskega mesa in trgovanjem z levjimi kožami.